# 天津滨海新区十大战役
天津滨海新区“十大战役”，2009年8月12日，何立峰任滨海新区区委书记任内决定在一年半时间，投资超过1.5万亿元，加快推进南港工业区、于家堡金融区、响螺湾商务区、东疆保税港区等十大工程。

## 相关链接
- 天津滨海新区、天津港、东疆保税港区
- 天津填海造陆工程
- 何立峰